# Обсерваторія Ербіль
Обсерваторія Ербіль — недобудована астрономічна обсерваторія на вершині гори Корек, в провінції Ербілї в Іраку.

## Історія
1973 року Ахмед Хасан аль-Бакр, президент Іраку, підписав указ про початок будівництва обсерваторії та виділення на це 160 мільйонів доларів США. Якби обсерваторія була повністю запущена в дію, то стала б найбільшою на Близькому Сході. 
З середини 1970-х до 1981 значну роль у створенні обсерваторії відігравала іраксько-американська астрономка Май Кафтан-Касім. 
На початку 1980-х близько 400 людей працювали на обсерваторії над створенням 3 телескопів. Наприкінці 1983 року було проведено випробування невеликого телескопа. 
Ірано-іракська війна зробила неможливим завершення будівництва обсерваторії. 1985 року недобудована обсерваторія була вражена ракетним ударом з боку Ірану. 1991 року обсерваторія була повторно ушкоджена ударом з боку збройних сил США під час Війни в Перській затоці. 
Зараз обсерваторія перебуває у занедбаному стані.